# پزشکی سلولی
پزشکی سلولی (به انگلیسی: Cellular Medicine) نوعی پزشکی است که هدف آن پشتیبانی و درمان ریشه بیماری‌ها که همان سلول است می‌باشد. در این نوع پزشکی کارکرد سلول پشتیبانی و تقویت می‌شود. نه اینکه مانند پزشکی شیمیایی تنها نشانه بیماری که مانند چراغ قرمز خطر در ماشین‌ها که نشانه کاستی و کمبود است قطع شود. این روش درمان که با نام پزشکی سلولی شناخته می‌شود توسط ماتیاس راث (به انگلیسی: .Matthias Rath, M.D) کشف شد.

## فلسفه پزشکی سلولی
راث بر این اندیشه است که اساس یک زندگی سالم مدیریت زندگی، تغذیه سالم و مراقبت از بدن با رساندن مواد حیاتی به سلول است. مواد حیاتی سلول موادی طبیعی هستند که میلیونها سلول روزانه برای کارکرد بهینه و پیوسته به آن احتیاج دارند. مهم‌ترین مواد حیاتی سلول شامل ویتامین‌ها، مواد معدنی، مواد آلی، اسید آمینه‌های ویزه و دیگر مواد برای متابولیسم هستند.

## چرا پزشکی سلولی
اکنون محصولات غذایی از روشهای غیرطبیعی، شیمیایی، دگرگونی‌های ژنتیکی و هورمونی فرآوری و به فروشگاه‌ها می‌رسند و در آنجا نیز برای مدت زیادی می‌مانند و بعد به دست ما می‌رسند و ما نیز آن را مدت زیادی در یخچال نگهداری می‌کنیم و سپس با پوست کندن، ریز ریز کردن، پختن در دمای بالا و ترکیبات نادرست ارزش غذایی خوراکی‌ها را کاهش می‌دهیم در نتیجه ما نمی‌توانیم مواد حیاتی لازم برای سلول را در بدنهایمان تأمین کنیم. این در حالی است که آب آشامیدنی ما که از آب‌های زیر زمینی تأمین می‌شود توسط کودهای شیمیایی، سموم، نیترات، کلر و باقیمانده‌های داروهای شیمیایی که از بدن انسانها دفع می‌شود آلوده شده‌است. با پاره شدن لایه ازن و تأثیر منفی آن و تأثیرات امواج پر ضرر موجود در اطراف ما و کم تحرکی به دلیل ماشینی شدن و استرس‌ها این ضرورت را پیدا می‌کند که ما بیشتر به سلامت خویش و رساندن ویتامین‌ها و مواد حیاتی به بدنهایمان توجه داشته باشیم.
بدن ما بر خلاف بسیاری از جانداران نمی‌تواند برخی از ویتامین‌ها را خود بسازد (ویتامین ث) و دیگر ویتامین‌ها را نیز تنها در صورت داشتن از پیش دیگر ویتامین‌ها می‌تواند جذب کند؛ و این بدین معناست که حتی خوردن مقدار زیادی از یک نوع ویتامین نیز کمکی به حل موضوع نمی‌کند و تنها راه حل رساندن ویتامینها به بدن این است که نخست خوراک‌ها از منبع طبیعی باشد و سپس اینکه به نسبتی ترکیب شود که قابل جذب برای بدن باشد.
راث اقدام به کشف و تولید این ترکیبات غذایی کرد و آن را به شکل مکمل‌های خوراکی درآورد و به جهانیان پیشکش کرد.

## ویدئوها
- ویدئو پزشکی سلولی، انگلیسی
- ویدئو دربارهٔ بیماری دیابت در یوتیوب
- ویدئو پزشکی سلولی شماره۱ در یوتیوب
- ویدئو سخنرانی ماتیاس راث۲ در یوتیوب
- ویدئو سخنرانی ماتیاس راث۳ در یوتیوب
- ویدئو سخنرانی ماتیاس راث۴ در یوتیوب
- ویدئو سخنرانی ماتیاس راث۵ در یوتیوب
- ویدئو پزشکی سلولی شماره۶ در یوتیوب
- ویدئو دربارهٔ بیماری سرطان۷ در یوتیوب

## پیوندهای دیگر
- تارنگار ماتیاس راث به چند زبان رایج در اروپا
- سارمان پژوهشی ماتیاس راث